# 郝韪廉
郝韪廉（William Nelthorpe Hall，1829年4月19日—1878年5月1日）英国循道公会先锋传教士。
1829年4月19日，郝韪廉出生于英格兰约克郡谢菲尔德。1860年，殷森德和郝韪廉受圣道堂（Methodist* New Connection）差遣，前往中国传教，先在上海立足。1861年去苏州，因太平军战事，未能立足。1861年4月4日，殷森德先从上海到达天津，和美国公理会的白汉理，住在天津老城的中心仓门口附近。郝韙廉也在9月2日先后来到天津。
1869年，郝韪廉身体不好去了南方。1870年6月20日，郝韙廉回到天津。返回的次日早上，1870年6月21日，发生天津教案的风暴，传教事业带来了灾难。这座城市的八个教堂遭到洗劫和摧毁。法国领事丰大业和数十名传教士以及中国基督徒在袭击中被杀。郝韙廉记录了他在他在天津的悲惨记忆。
教会学校和神学院　1871年，殷森德开办了天津第一所培训牧师的神学院，郝韙廉帮助制定了包含神学、圣经以及教会历史和中国经典主题的课程，分为初级，中级和高级班。1874年，已有16名学生。到1876年，郝韙廉募集到3208英镑，购买在英租界内海大道与宝士徒道（营口道）拐角处，距离合众会堂不到两分钟路程的一块土地，到1878年，建成了一所宽敞的校舍。这是全中国同类学校中最好的。郝韪廉担任其第一任校长。后来担任过校长的有：殷森德、罗伯逊（J. Robinson）、甘霖（G. T. Candlin）、韩荫士（J. Hinds）与德辅廊。
1873年，郝韪廉至山东阳信设堂。